# Kansas City Blades
Die Kansas City Blades waren eine Eishockeymannschaft in der International Hockey League. Sie spielten von 1990 bis 2001 in Kansas City, Missouri, USA in der Kemper Arena. Von 1991 bis 1996 waren die Blades ein Farmteam der San Jose Sharks aus der NHL, ab der Saison 1999/2000 das der Vancouver Canucks.

## Geschichte

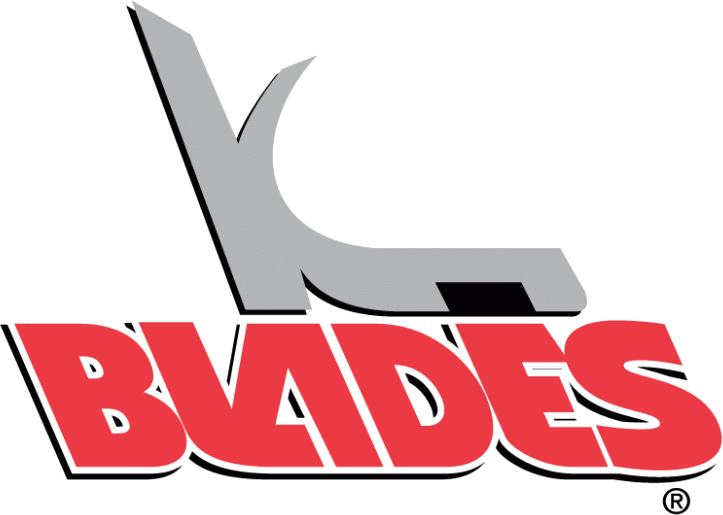
Logo der Kansas City Blades von 1990 bis 1998

Die Blades nahmen mit Beginn der Saison 1990/91 den Spielbetrieb in der International Hockey League auf. Nachdem man im ersten Jahr den Einzug in die Playoffs noch deutlich verpasst hatte, beendete das Team seine zweite Saison auf dem ersten Platz der Division. Vor der Saison 1991/92 hatte man einen Farmteam-Vertrag mit dem neu gegründeten NHL-Franchise der San Jose Sharks abgeschlossen. Unter dem späteren Sharks-Trainer Kevin Constantine erreichte das Team das Finale um den Turner Cup, wo die Muskegon Lumberjacks in der Serie mit 4:0 geschlagen wurden. Im darauffolgenden Jahr scheiterte man in der zweiten Playoff-Runde. Die Saison 1993/94 endete trotz einer positiven Saisonbilanz bereits nach der regulären Saison, ehe Jim Wiley, ein weiterer späterer Trainer der Sharks, das Team abermals ins Turner-Cup-Finale führte, wo man jedoch den Denver Grizzlies unterlag. Aufgrund des Vertrages mit San Jose spielten unter anderem Artūrs Irbe, Wiktor Koslow, Patrick Lalime, Sandis Ozoliņš, Ville Peltonen, Mike Rathje und Ray Whitney, alles spätere NHL-Profis, in Kansas City. Mit dem Ende der Saison 1995/96 endete die Kooperation, da die Sharks mit den Kentucky Thoroughblades ein neues Farmteam übernahmen.
Nach dem Ausstieg der Sharks konnten die Blades nicht an die vorangegangenen Erfolge anknüpfen. Zu Beginn der Saison 1999/2000 gingen die Blades eine Kooperation mit den Vancouver Canucks ein. In den letzten zwei Spielzeiten der IHL verpasste man jeweils den Einzug in die Playoffs deutlich. Nach der Auflösung der IHL zum Ende der Spielzeit 2000/01 wurde das Franchise der Kansas City Blades aufgelöst, da man keine Spiellizenz für die American Hockey League erhielt.

## Saisonstatistik
Abkürzungen: GP = Spiele, W = Siege, L = Niederlagen, T = Unentschieden, OTL = Niederlagen nach Overtime, Pts = Punkte, GF = Erzielte Tore, GA = Gegentore, PIM = Strafminuten
| Saison  | GP  | W   | L   | OTL | Pts | GF   | GA   | PIM   | Platz        | Playoffs |
| 1990/91 | 82  | 25  | 53  | 4   | 54  | 255  | 385  |       | 6., West     | nicht qualifiziert |
| 1991/92 | 82  | 56  | 22  | 4   | 116 | 302  | 248  |       | 1., West     | Sieg im Conference-Halbfinale, 4:1 (Salt Lake) Sieg im Conference-Finale, 4:2 (Peoria) Sieg im Turner-Cup-Finale, 4:0 (Muskegon)                                                     |
| 1992/93 | 82  | 46  | 26  | 10  | 102 | 318  | 288  | 1822  | 2., Mid-West | Sieg im Conference-Halbfinale, 4:2 (Milwaukee) Niederlage im Conference-Finale, 2:4 (San Diego)                                                                                      |
| 1993/94 | 81  | 40  | 31  | 10  | 90  | 326  | 327  | 1946  | 3., Mid-West | nicht qualifiziert |
| 1994/95 | 81  | 35  | 40  | 6   | 76  | 277  | 300  | 1555  | 5., Central  | Sieg im Conference-Viertelfinale, 3:2 (Detroit) Sieg im Conference-Halbfinale, 4:1 (Peoria) Sieg im Conference-Finale, 4:3 (Kalamazoo) Niederlage im Turner-Cup-Finale, 0:4 (Denver) |
| 1995/96 | 82  | 39  | 38  | 5   | 83  | 288  | 326  | 2162  | 4., Mid-West | Niederlage im Conference-Viertelfinale, 2:3 (Utah) |
| 1996/97 | 82  | 38  | 29  | 15  | 91  | 271  | 270  | 1570  | 2., Mid-West | Niederlage im Conference-Viertelfinale, 0:3 (Utah) |
| 1997/98 | 82  | 41  | 29  | 12  | 94  | 269  | 258  | 1967  | 2., Mid-West | Sieg im Conference-Viertelfinale, 3:1 (Utah) Niederlage im Conference-Halbfinale, 3:4 (Long Beach)                                                                                   |
| 1998/99 | 82  | 44  | 31  | 7   | 95  | 256  | 270  | 1776  | 3., Mid-West | Niederlage im Conference-Viertelfinale, 1:2 (Long Beach) |
| 1999/00 | 82  | 36  | 37  | 9   | 81  | 249  | 270  | 2192  | 6., West     | nicht qualifiziert |
| 2000/01 | 82  | 37  | 42  | 3   | 77  | 239  | 273  | 2191  | 5., West     | nicht qualifiziert |
| Gesamt  | 900 | 437 | 378 | 85  | 959 | 3050 | 3215 | 17181 |              | 7 Playoff-Teilnahmen 14 Serien: 8 Siege, 6 Niederlagen 70 Spiele: 38 Siege, 32 Niederlagen                                                                                           |

## Vereinsrekorde
| Tore: 170, David Bruce Vorlagen: 254, Gary Emmons Punkte: 401, Gary Emmons Strafminuten: 1695, Dody Wood Gewonnene Spiele eines Torhüters: 108, Wade Flaherty Shutouts: 5, Larry Dyck Spiele: 550, Claudio Scremin | Tore: 45, David Bruce (1996/97) Vorlagen: 54, Gary Emmons (1991/92), Kip Miller (1993/94) Punkte: 92, Kip Miller (1993/94) Strafminuten: 342, Kevin Evans (1991/92) Gegentore-Schnitt: 2,46, Artūrs Irbe (1991/92) Gehaltene Schüsse (%): 92,0, Larry Dyck (1994/95) |

## Bekannte ehemalige Spieler
- Jean-Sébastien Aubin
- Mark Beaufait
- Shean Donovan
- Artūrs Irbe
- Claude Julien
- Wiktor Koslow
- Patrick Lalime
- Sandis Ozoliņš
- Ville Peltonen
- Michal Pivoňka
- Mike Rathje
- Jarkko Ruutu
- Ray Whitney

## Gesperrte Nummern
- 15  Gary Emmons (seit dem 21. Februar 1998)

## Meistermannschaft der Saison 1991/92
- Torhüter: Wade Flaherty, Artūrs Irbe
- Verteidiger: Mike Colman, Gord Frantti, Duane Joyce, Dean Kolstad, Rick Lessard, Pat MacLeod, Sandis Ozoliņš, Tom Pederson, Claudio Scremin
- Angreifer: John Carter, Ed Courtenay, Dale Craigwell, Larry DePalma, Gary Emmons, Kevin Evans, Ron Handy, Michail Krawez, Peter Lappin, Jeff Madill, Jeff Odgers, J. F. Quintin